# Charrot
Charrot est un hameau de la commune de Bardonnex à Genève.

## Géographie

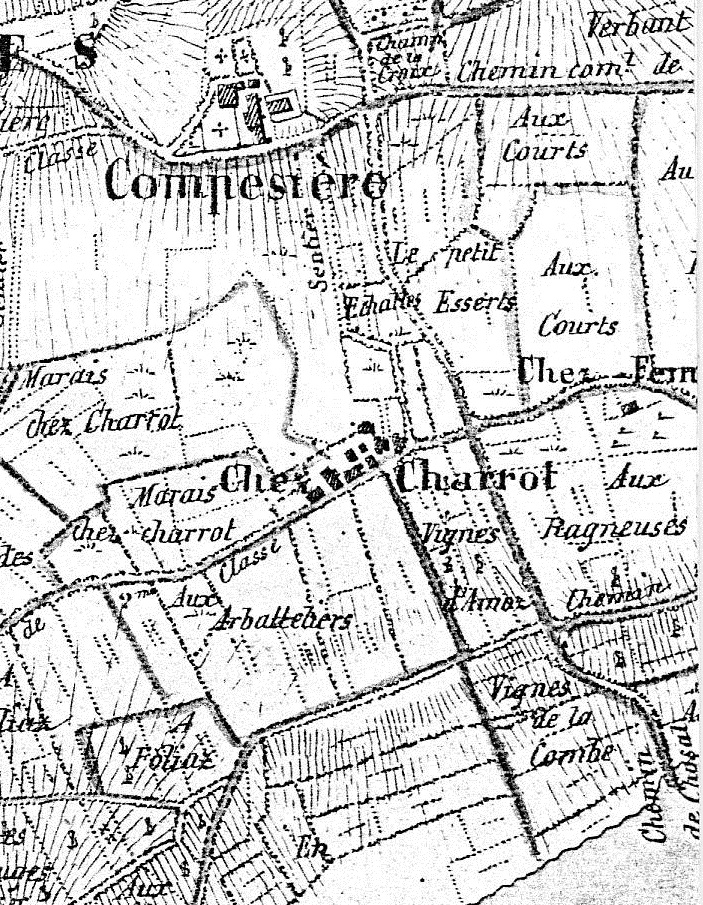
Carte Mayer de 1830.

Charrot se trouve à 475 m d'altitude, au centre de la commune de Bardonnex, à moins de 500 mètres au sud du hameau de Compesières et à 500 mètres au nord de la rivière Arande qui fait frontière avec la France. Le village s’étend au long de la route qui mène du village de Bardonnex au hameau de Landecy d’ouest en est.
Le hameau est sur un plateau anciennement marécageux : des parcelles sont nommées « Marais chez Charrot » sur la carte de 1830, c'est au milieu du XXe siècle que les marais sont drainés. Le Maraîchet est un nant (ruisseau) qui autrefois prenait naissance dans les marais de Charrot.

## Population et société

### Gentilé
Les habitants du hameau se nomment les Charrotis (lou Tharroti en patois genevois ; lè Tharrotire au féminin).

### Démographie
Il y a 91 habitants à Charrot selon un recensement de 1843, 104 habitants en 2000.

## Histoire
Une famille « Charrot » habite ce lieu au moins depuis le milieu du XIVe siècle : elle est mentionnée dans les comptes de châtellenie de Ternier pour 1345-1346. Elle est aussi mentionnée dans des reconnaissances du XVe siècle. Cette famille a donné plusieurs « fermiers » à la Commanderie de Compesières.
Les maisons de ce hameau proche de Compesières étaient localisées « aux marais », à « Orsellinaz », ou « au territoire de Compesières » du XVe siècle au XVIIIe siècle. On a aussi employé dès le XVIe siècle des expressions telles que « vers chez les Cherrot » ou, dans les rapports du bailli bernois, « zum cherrot bÿ compesieres ». Dès le XVIIIe siècle, le lieu est couramment nommé « chez Charrot », puis simplement « Charrot » depuis le milieu du XIXe siècle.
Lorsque les bernois renouvellent les reconnaissances concernant la commanderie de Compesières, en 1540-1544, ceux de Charrot figurent sous le titre de localité « Compesières ». Cela concerne dix familles, dont six fois des Charrot (onze adultes) et les Plassot (famille citée dès 1343 dans les comptes de châtellenie), les Poutex (deux fois, famille aussi mentionnée dans les comptes de châtellenie, aussi à Compesières), et Delafontaine ou Fontaine alias Femex (qui donne son nom à « Chez Femex » dès le XVIIe siècle). Ce document mentionne un Aymé Charrot, officier à la cour de Saconnex.
Certaines terres (en général des pâturages) sont possédées en commun par les habitants d’un village. C'est le cas à Charrot, où par exemple en 1700 Pernette Replat, veuve, devient communière à Charrot pour douze florins de Savoie. Le cadastre français de 1810 indique une surface de 3,1 hectares de biens communaux pour Charrot. La ligne de chemin de fer construite au pied du Salève en France a impliqué le rachat de terrains communaux des villages de Landecy et de Charrot sur les communes de Saint-Julien et d’Archamps, l’argent a permis d’agrandir l’école communale.
Un lieu-dit portant des vignes au sud du hameau se nommait « aux Espetex » ou « Épetex ». Ce nom désigne en patois les « hôpitaux », ces vignes ayant appartenu aux hospitaliers de Saint-Jean de Jérusalem, de la commanderie de Compesières. D’autres parcelles sont nommées « aux (petits ou grands) Hutins », terme qui désignait des vignes en espaliers.
On envisage en 1900 de construire une ligne de tramway de Carouge à Charrot via Saconnex-d'Arve, projet non réalisé. Une ligne de bus est enfin créée en 1957, de Carouge à Bardonnex via Saconnex-d'Arve, Compesières et Charrot. Il y avait un unique commerce à Charrot, le « Café des Amis », qui attirait les foules à la suite des matches de foot. Il faisait aussi office de restaurant et a fermé en 1979.

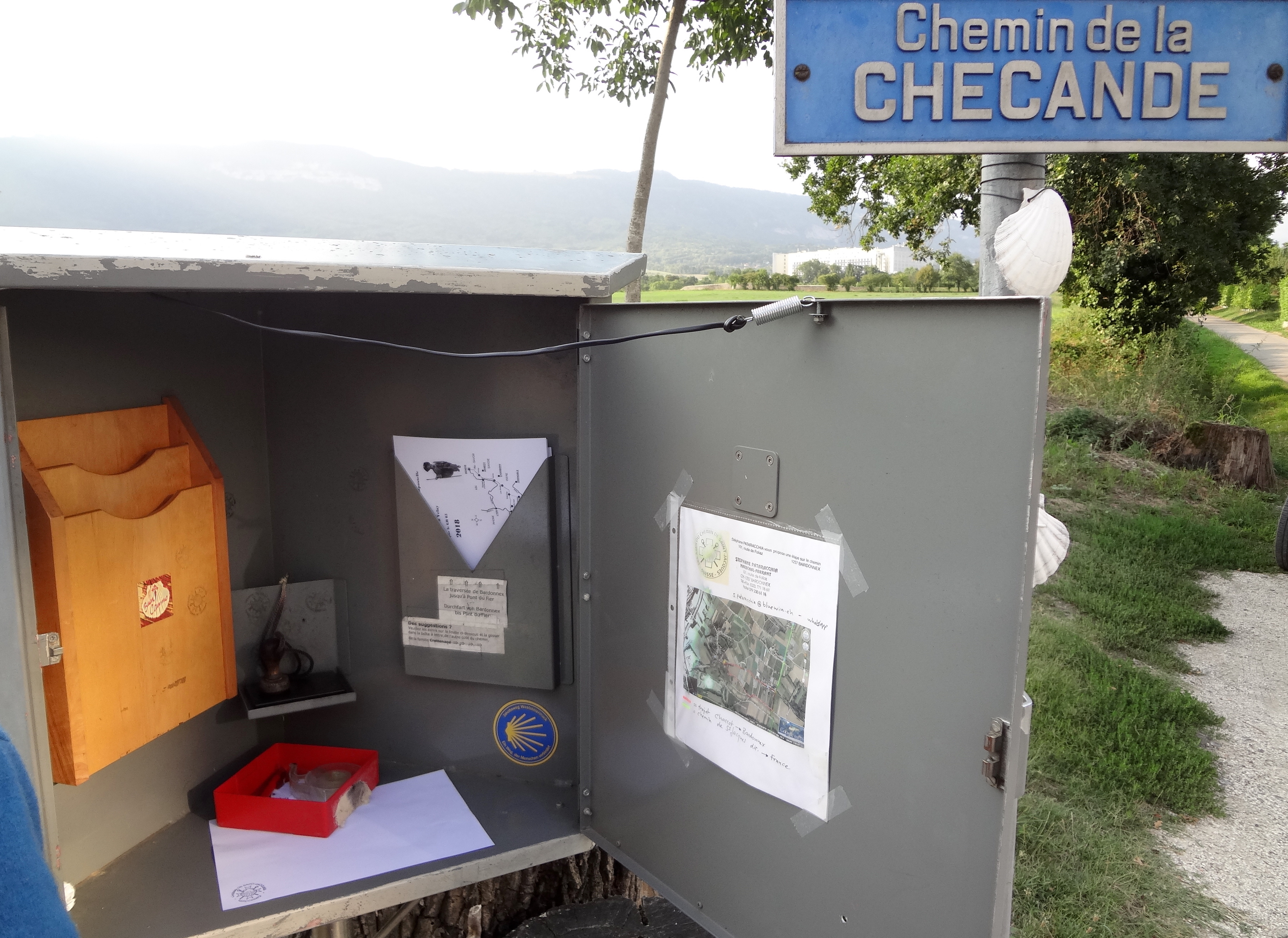
Station du pèlerinage de Compostelle à Charrot.

Un chemin porte le nom de Charles Burger (1912-1978), un maraîcher de Charrot qui fut conseiller municipal et adjoint au maire. Il présida le premier remaniement communal et le syndicat de drainage des marais de Charrot de 1945 à 1947. Un « chemin des Jules » est ainsi nommé en souvenir d’autres artisans du remaniement parcellaire, dans les années 1970 : Jules Mabut et Paul Charrot (vice-président du syndicat, surnommé « Jules »). Les terres libérées par l'assèchement des marais profitent au maraîchage. Dans les années soixante, il y avait encore du bétail à Charrot, mais les conditions évoluent et tous se mettent au maraîchage ou à la vigne.
La Via Gebennensis du chemin de Compostelle passe à Charrot, par la route de Saconnex-d'Arve puis le chemin de la Checande. Une boîte abrite le tampon permettant aux pèlerins d’attester leur passage.
Au début du XXIe siècle, le hameau compte onze entreprises dont quatre maraîchers, qui ensemble représentent 70 emplois.

## Toponymie et prononciation
Une famille « Charrot », ou « Cherrot », a donné son nom au lieu. Le linguiste Ernest Muret mentionne ce nom en lien avec  les « Charrotiers », et indique sa prononciation patoise, savoyarde, qui utilise le « th » dur anglais inconnu en français. Le Dictionnaire savoyard utilise la notation « çh », par exemple pour les mots Çhartà, Çharotâ, Çharoton : charette, charrier, charretier. Lors de l’enquête réalisée par Muret auprès de patoisants de Bardonnex au début du XXe siècle, la prononciation relevée est effectivement à la manière du « th » anglais. L’orthographe du nom de lieu ou de personne reflète cette prononciation car elle hésite en le « ch » et le « s » : il est parfois écrit « Sarro ».